# Tomás Rincón
Tomás Eduardo Rincón Hernández (San Cristóbal, 13 de enero de 1988) es un futbolista venezolano que juega como centrocampista en el Santos F. C. del Campeonato Brasileño de Serie A. Es internacional absoluto con la selección venezolana, de la cual es el capitán.
Disputó su primer partido con la selección el 3 de febrero de 2008 en un partido ante Haití disputado en el Estadio Olímpico General José Antonio Anzoátegui de Puerto La Cruz.
Comenzó su carrera en el equipo "B" del Unión Atlético Maracaibo, club con el que disputó dos temporadas de la Segunda división de Venezuela, para luego hacer su debut profesional en la primera división, antes de recalar en el Zamora con 19 años, en 2007. En 2008 pasó a las filas del equipo de su ciudad natal, Deportivo Táchira, con el cual solo estuvo seis meses, y disputó el Torneo Apertura 2008; ya que para principios del año 2009 dio su salto a Europa llegando a un préstamo por un año al Hamburgo de la 1. Bundesliga de Alemania, el cual al final de la cesión, adquirió sus servicios por cuatro temporadas más. Al finalizar su contrato con el equipo alemán, firmó un nuevo vínculo como agente libre con el Genoa C. F. C. de la Serie A de Italia. Su rendimiento con este club le valió para llamar la atención de varios clubes, entre ellos la Juventus de Turín, firmando contrato con este club por tres años y medio a finales de 2016. Luego de seis meses con los Bianconeri pasa en condición de préstamo al Torino F. C., quién anunció su adquisición de manera definitiva el 5 de enero de 2018.
Sus primeros títulos como profesional los consiguió durante su temporada inicial con la Juventus de Turín, donde alcanzó junto con su equipo el doblete en Italia (Serie A y Copa) y el subcampeonato en la Liga de Campeones de la UEFA 2016-17. Además, se convirtió en el primer venezolano en conquistar un campeonato dentro de una de las grandes ligas de Europa.

## Trayectoria

### Maracaibo
Con 16 años, Tomás parte de su natal San Cristóbal, formando parte de la selección nacional de menores, a probar suerte en 2007 en las divisiones inferiores del Unión Atlético Maracaibo, no sin antes tener breves pasantías en Argentina.[cita requerida] En aquel momento el técnico, Carlos Maldonado, no lo tomó en cuenta y no fue sino hasta el final de su ciclo que lo hizo debutar.

### Zamora
Debutó con el Zamora Fútbol Club en la 2007-08 logrando establecerse cómo titular en 19 partidos, recibiendo un total de tres tarjetas amarillas en el Apertura 2007. Con el Zamora tuvo la oportunidad de disputar la fase preliminar de la Copa Sudamericana ante el Deportivo Olmedo de Ecuador, donde Rincón saldría como titular en la victoria 1:0 en la ida y como suplente en la victoria 2:1 en la vuelta, recibiendo una tarjeta amarilla. En el Clausura 2008 fue titular en 18 partidos, todos sin recibir amonestación.

### Deportivo Táchira
En julio de 2008 es transferido al Deportivo Táchira Fútbol Club, equipo de su ciudad natal, en donde fue titular indiscutible en el Apertura 2008 disputando 14 partidos. En el Clausura 2009 disputaría 2 partidos logrando 3 asistencias antes de irse cedido al Hamburgo de Alemania.

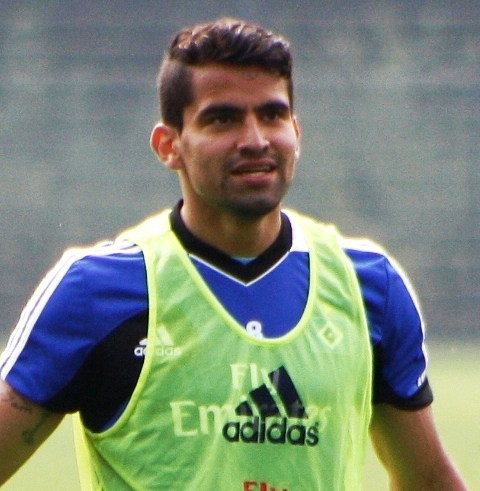
Rincón previo a un juego con el Hamburgo en 2013.

### Hamburgo
En enero de 2009 el Hamburgo, de la 1. Bundesliga de Alemania, lo fichó por una cesión (concedió el dorsal 25) hasta el invierno con una opción de compra, la cual utilizó, otorgándole un contrato hasta 2014.
 

Bajo la dirección técnica del neerlandés Martin Jol, su debut con el Hamburgo se produjo el 26 de febrero de 2009 durante los dieciseisavos de final de la Copa de la UEFA 2008-09 disputando los 90' en la victoria 1:0 sobre el NEC Nimega de los Países Bajos. El 4 de abril de 2009, debutaría en la Bundesliga durante la jornada 28 de la 1. Bundesliga 2008-09, con victoria ante el Hoffenheim entrando de suplente al minuto 88. El 10 de diciembre Rincón firma una extensión de su contrato con el club por cuatro años y medio. A partir de la temporada 2011-12 luce la camiseta número "8".

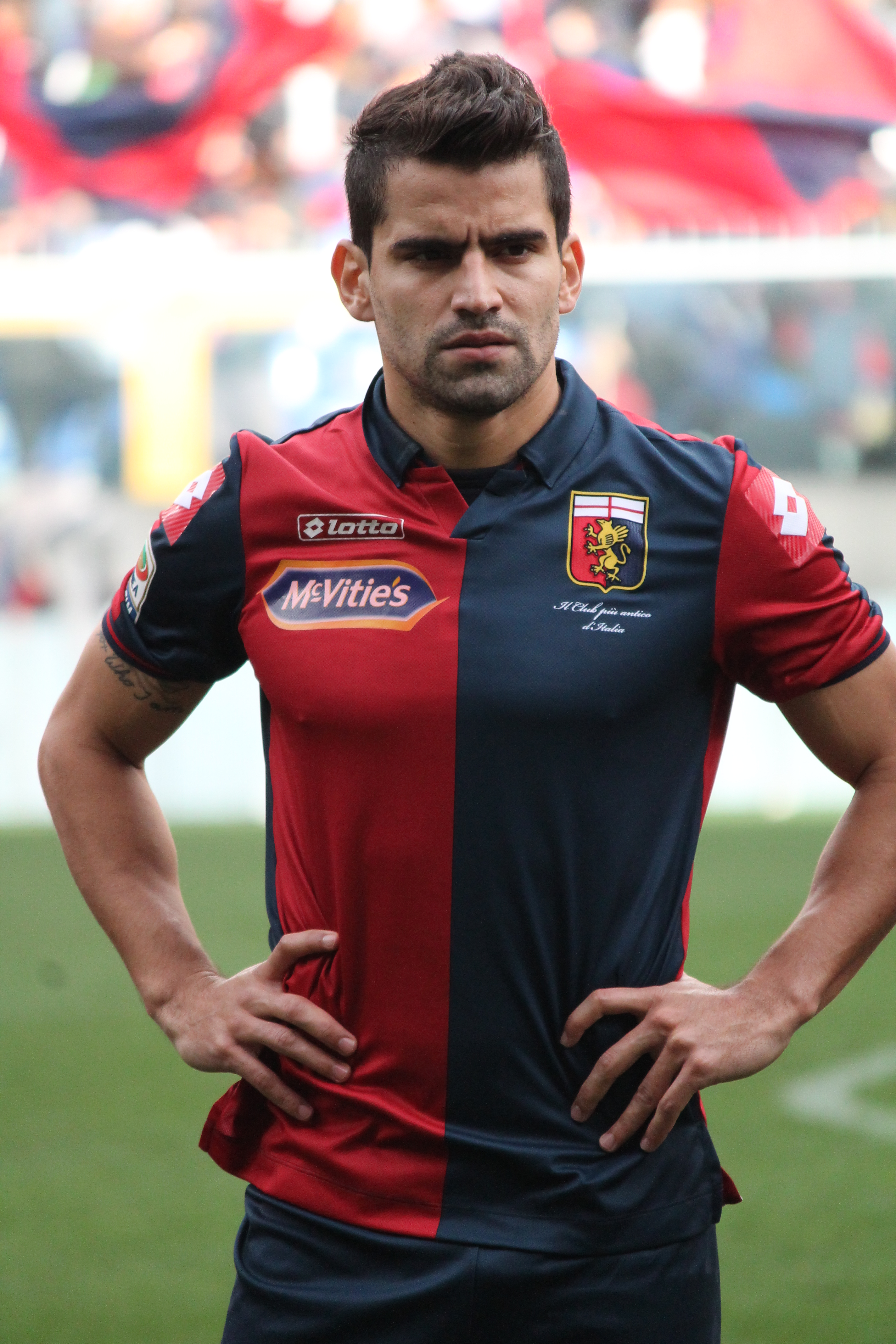
Rincón durante su paso por el Genoa.

### Genoa
En julio de 2014, el Genoa de la Serie A de Italia ficha al jugador como agente libre, otorgándole el dorsal 88. Hizo su debut oficial el 24 de agosto de 2014, en el partido por la tercera ronda previa de la Copa Italia 2014-15, donde su equipo venció en condición de visitante por marcador 0:1 al Virtus Lanciano, de la mano del entrenador Gian Piero Gasperini. El 31 de agosto de 2014, debuta jugando el partido válido por la primera fecha de la temporada 2014-15 en la Serie A, en la caída de su equipo como local, 1:2 ante el Nápoles. En la temporada 2015-16 logra anotar 3 goles y dar 7 asistencias. En la jornada 14 de la temporada 2016-17, el Genoa con Rincón como titular, enfrentó al líder Juventus, consiguiendo una sorprendente victoria (3:1) en su campo el estadio Luigi Ferraris, club que a la postre adquiriría sus servicios.

### Juventus
El 3 de enero de 2017, la Juventus de Turín oficializó el fichaje por tres años y medio. Debutó de la mano del entrenador Massimiliano Allegri, el 8 de enero ingresando en el minuto 80, en la victoria de su equipo 3:0 como local ante el Bolonia, partido correspondiente a la jornada 19 de la temporada 2016-17 de la Serie A.

Al integrarse a las filas de la Juve, se le presentaba la oportunidad de jugar por primera vez la máxima competición de clubes de Europa, la Liga de Campeones de la UEFA, consumándose su debut el 14 de marzo al ingresar en el minuto 78, sustituyendo a su compañero Paulo Dybala, en el juego de vuelta entre la Juventus y el Oporto correspondiente a los octavos de final de la temporada 2016-17, con victoria de su equipo (1:0).

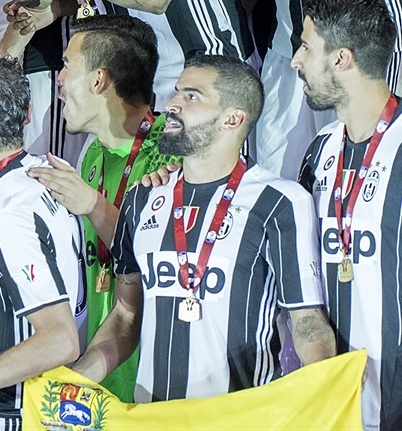
Rincón con la Juventus, celebrando el triunfo en la Copa Italia 2016-17.

En la continuación de esta edición tuvo la ocasión de ser el primer venezolano en disputar las tres últimas fases finales de la competición (cuartos de final, semifinal y final), ya que varios de sus compatriotas habían disputado la fase de octavos de final. El 11 de abril disputó los últimos 14 minutos del juego de ida por cuartos de final en la victoria 3:0 de la Juve sobre el Barcelona. Con el avance de su equipo a semifinales, vio acción los últimos 10 minutos del juego de ida, donde su equipo ganó como visitante 0:2 ante el Mónaco, el 3 de mayo. La Juventus alcanzó la final de la competición, pero Tomás no vio minutos en el partido, al término del torneo quedó junto con su equipo subcampeón.
Con la Juventus consiguió sus primeros títulos en su carrera deportiva; arrancando su palmarés con la obtención de la Copa Italia 2016-17 el 17 de mayo, partido en el que fue titular disputando los 90 minutos, donde la Juventus venció 2:0 Archivado el 19 de mayo de 2017 en Wayback Machine. a la Lazio. El domingo 21 de mayo disputó los últimos 6 minutos del encuentro por la penúltima jornada de la Serie A, donde la Juventus derrotó 3:0 Archivado el 25 de mayo de 2017 en Wayback Machine. al Crotone; con este resultado Tomás obtuvo junto con su equipo él Scudetto, que representó el primero para él y el sexto consecutivo para su equipo, sumando así su segundo título.
Luego de seis meses de haber llegado a la Juventus, debido a sus pocas oportunidades y poca adaptabilidad al esquema de Massimiliano Allegri; el club le dejó las puertas abiertas para buscar un nuevo equipo, o formar parte en la negociación por un refuerzo. Finalmente, anunció la salida en condición de préstamo al Turín. El 5 de febrero de 2018, la Juventus anunció la venta a título definitivo de la ficha de Rincón al Turín, de acuerdo a lo estipulado en la negociación por su cesión.

### Torino
El 11 de agosto de 2017, el Torino, club que mantiene una histórica rivalidad con la Juventus con quien disputa el derbi de Turín, fue quien adquirió sus servicios al llegar cedido hasta el 30 de junio de 2018 por 3 000 000 de euros. Además, se acordó que al llegar esta fecha si Rincón ha jugado el 50% de las jornadas de la Serie A (es decir, 19 partidos de los 38 de la temporada), el Torino deberá obligatoriamente adquirir la ficha completa de Tomás por 6 000 000 de euros.
Con la maglia granata, a las órdenes de Siniša Mihajlović, debutó el 20 de agosto ingresando en el minuto 76 por su compañero Joel Obi, en el partido correspondiente a la primera fecha de la Serie A 2017-18, en la que Torino como visitante, empató 1:1 Archivado el 24 de agosto de 2017 en Wayback Machine. con el Bolonia. 
El 22 de octubre de 2017 en su noveno partido con el Torino, en cuál recibió como local a la Roma por la novena jornada de la Serie A 2017-18, Tomás disputó también su partido número 100 en la máxima categoría del fútbol italiano. El 11 de diciembre del 2017 consiguió marcar su primer gol con el Torino, el cual fue el segundo de su equipo en la victoria 1-3 Archivado el 21 de diciembre de 2017 en Wayback Machine. como visitante ante la  Lazio por la decimosexta (16) jornada de la Serie A. El 5 de febrero de 2018 la Juventus anunciaba el traspaso a título definitivo de la ficha al Torino, de acuerdo a las negociaciones previas entre ambas instituciones.

### Sampdoria
El 8 de enero de 2022 se hizo oficial su préstamo a la Sampdoria también de la Serie A italiana hasta el final de temporada.

## Selección nacional

### Selección sub-20

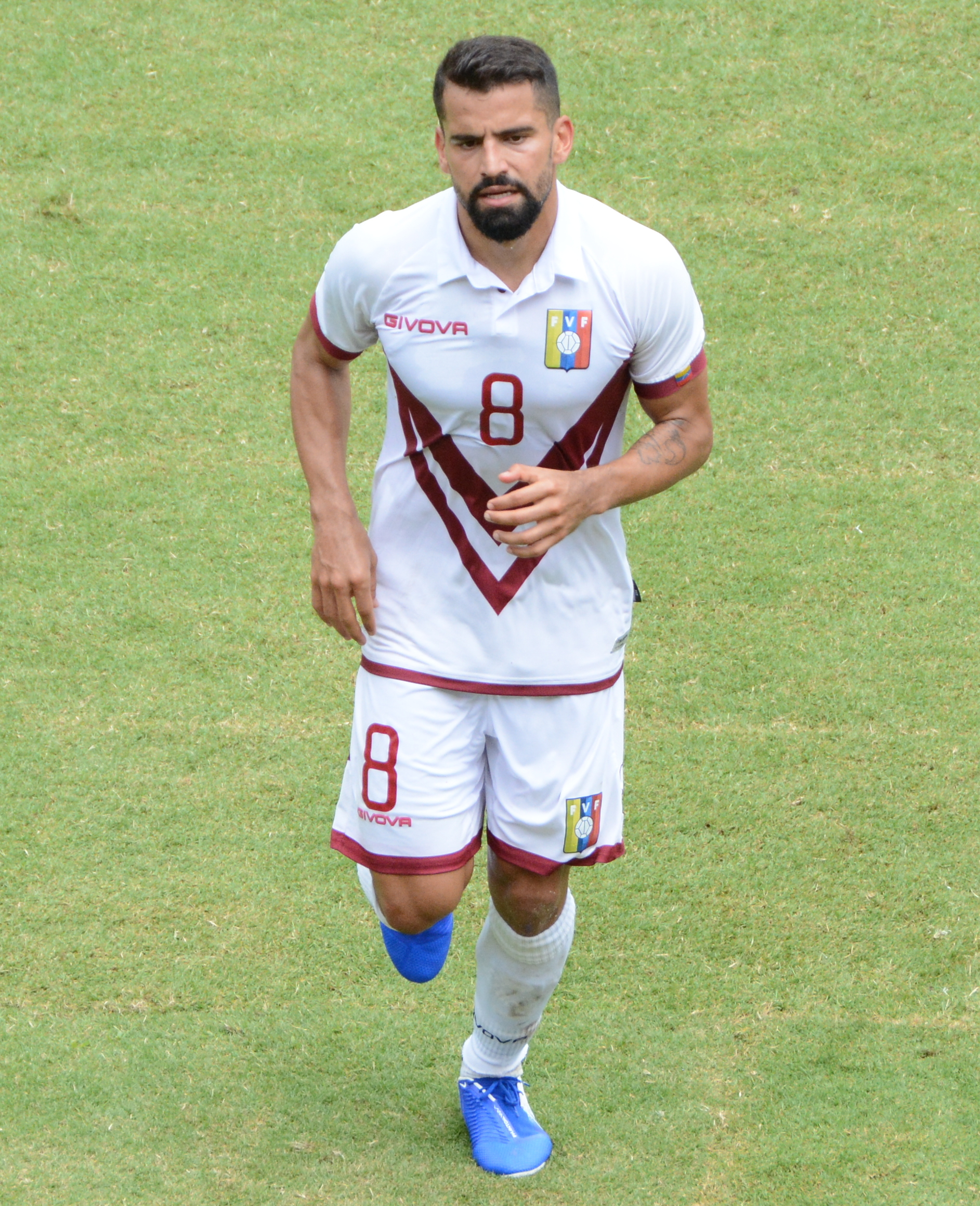
Tomás Rincón en un juego amistoso entre Estados Unidos y Venezuela, en 2019.

Rincón formó parte del plantel que disputó Campeonato Sudamericano Sub-20 de 2007 en Paraguay, donde la selección sub-20 de Venezuela quedaría eliminada en la fase de grupos.

### Selección absoluta
Durante su estadía en el Zamora recibió la oportunidad de jugar con la selección nacional. El 15 de enero de 2008, el técnico César Farías lo citó en su primera convocatoria como seleccionador nacional. Debutó en la selección, a la edad de 20 años, en un partido amistoso disputado contra Haití el 3 de febrero de 2008, celebrado en el estadio Olímpico José Antonio Anzoátegui con empate 1:1. Desde 2010 fue el segundo capitán de la selección, por detrás de Juan Arango. En 2015, al retirarse Arango, Rincón pasaría a ser el capitán.
Tomás, marcó su primer tanto con la selección el 16 de noviembre de 2018, 10 años y 9 meses después de su debut y 90 partidos disputados con la camiseta vinotinto. Fue al minuto 81, de tiro penal, que consumó el empate(1-1) en un encuentro amistoso entre la selección nacional y la selección de Japón, por la penúltima fecha FIFA del año 2018.

#### Goles internacionales
| Gol | Fecha                   | Sede                        | Oponente | Marcador | Resultado | Competencia |
| --- | ----------------------- | --------------------------- | -------- | -------- | --------- | ----------- |
| 1.  | 16 de noviembre de 2018 | Ōita Bank Dome, Oita, Japón | Japón    | 1 – 1    | 1 – 1     | Amistoso    |

## Características técnicas
Rincón es un jugador que cubre mucho terreno en la mitad de la cancha, su especialidad se centra en el corte defensivo del mediocampo y compensa a la defensa cerrando cada salida de sus compañeros, a su vez es capaz de ofrecer salida y pueder vestir de organizador-conductor, presiona y anticipa, además de aportar ese toque de liderazgo que lo ha llevado a ser el segundo capitán y posteriormente capitán de la selección de Venezuela y en algunos partidos del Torino FC. 
En lo físico tiene una importante presencia a la hora de luchar las pelotas divididas ante los rivales, que en la mayor de las oportunidades sale victorioso. Además de la gran capacidad para recuperar balones en el medio sector, los distribuye limpiamente en gran porcentaje de las ocasiones, lo que le permite una salida limpia al equipo y cuando no ve el pase claro entonces toma la responsabilidad de irse al ataque en busca de la habilitación a sus compañeros en la delantera.

## Estadísticas

### Clubes
Actualizado al último partido jugado el 25 de mayo de 2025.
| Club | Div.          | Temporada     | Liga(1) | Liga(1) | Liga(1) | Torneo Regional | Torneo Regional | Torneo Regional | Copas nacionales(2) | Copas nacionales(2) | Copas nacionales(2) | Torneos internacionales(3) | Torneos internacionales(3) | Torneos internacionales(3) | Total(4) | Total(4) | Total(4) |
| Club | Div.          | Temporada     | Part.   | Goles   | Asist.  | Part.           | Goles           | Asist.          | Part.               | Goles               | Asist.              | Part.                      | Goles                      | Asist.                     | Part.    | Goles    | Asist.   |
| --- | ------------- | ------------- | ------- | ------- | ------- | --------------- | --------------- | --------------- | ------------------- | ------------------- | ------------------- | -------------------------- | -------------------------- | -------------------------- | -------- | -------- | -------- |
| Zamora F. C. · Venezuela |               |               |         |         |         |                 |                 |                 |                     |                     |                     |                            |                            |                            |          |          |          |
| 1.ª | 2007-08       | 33            | 4       | -       | -       | -               | -               | 2               | 2                   | -                   | 3                   | 0                          | -                          | 38                         | 6        | -        |          |
| Total club | Total club    | 33            | 4       | -       | -       | -               | -               | 2               | 2                   | -                   | 3                   | 0                          | -                          | 38                         | 6        | -        |          |
| Deportivo Táchira F. C. · Venezuela |               |               |         |         |         |                 |                 |                 |                     |                     |                     |                            |                            |                            |          |          |          |
| 1.ª | 2008-09       | 19            | 0       | -       | -       | -               | -               | 0               | 0                   | -                   | -                   | -                          | -                          | 19                         | 0        | -        |          |
| Total club | Total club    | 19            | 0       | -       | -       | -               | -               | 0               | 0                   | -                   | -                   | -                          | -                          | 19                         | 0        | -        |          |
| Hamburgo S. V. · Alemania |               |               |         |         |         |                 |                 |                 |                     |                     |                     |                            |                            |                            |          |          |          |
| 1.ª | 2008-09       | 1             | 0       | 0       | -       | -               | -               | 1               | 0                   | 0                   | 2                   | 0                          | 0                          | 4                          | 0        | 0        |          |
| 1.ª | 2009-10       | 17            | 0       | 0       | -       | -               | -               | 0               | 0                   | 0                   | 11                  | 0                          | 0                          | 28                         | 0        | 0        |          |
| 1.ª | 2010-11       | 19            | 0       | 0       | -       | -               | -               | 2               | 0                   | 0                   | -                   | -                          | -                          | 21                         | 0        | 0        |          |
| 1.ª | 2011-12       | 27            | 0       | 1       | -       | -               | -               | 2               | 0                   | 0                   | -                   | -                          | -                          | 29                         | 0        | 1        |          |
| 1.ª | 2012-13       | 20            | 0       | 0       | -       | -               | -               | 0               | 0                   | 0                   | -                   | -                          | -                          | 20                         | 0        | 0        |          |
| 1.ª | 2013-14       | 24            | 0       | 0       | -       | -               | -               | 2               | 0                   | 0                   | -                   | -                          | -                          | 26                         | 0        | 0        |          |
| Total club | Total club    | 108           | 0       | 1       | -       | -               | -               | 7               | 0                   | 0                   | 13                  | 0                          | 0                          | 128                        | 0        | 1        |          |
| Genoa C. F. C. · Italia |               |               |         |         |         |                 |                 |                 |                     |                     |                     |                            |                            |                            |          |          |          |
| 1.ª | 2014-15       | 29            | 0       | 2       | -       | -               | -               | 2               | 0                   | 0                   | -                   | -                          | -                          | 31                         | 0        | 2        |          |
| 1.ª | 2015-16       | 33            | 3       | 7       | -       | -               | -               | 1               | 0                   | 0                   | -                   | -                          | -                          | 34                         | 3        | 7        |          |
| 1.ª | 2016-17       | 16            | 0       | 2       | -       | -               | -               | 1               | 0                   | 1                   | -                   | -                          | -                          | 17                         | 0        | 3        |          |
| Total club | Total club    | 78            | 3       | 11      | -       | -               | -               | 4               | 0                   | 1                   | -                   | -                          | -                          | 82                         | 3        | 12       |          |
| Juventus F. C. · Italia |               |               |         |         |         |                 |                 |                 |                     |                     |                     |                            |                            |                            |          |          |          |
| 1.ª | 2016-17       | 13            | 0       | 1       | -       | -               | -               | 3               | 0                   | 0                   | 3                   | 0                          | 0                          | 19                         | 0        | 1        |          |
| Total club | Total club    | 13            | 0       | 1       | -       | -               | -               | 3               | 0                   | 0                   | 3                   | 0                          | 0                          | 19                         | 0        | 1        |          |
| Torino F. C. · Italia |               |               |         |         |         |                 |                 |                 |                     |                     |                     |                            |                            |                            |          |          |          |
| 1.ª | 2017-18       | 36            | 1       | 0       | -       | -               | -               | 2               | 0                   | 0                   | -                   | -                          | -                          | 38                         | 1        | 0        |          |
| 1.ª | 2018-19       | 34            | 3       | 0       | -       | -               | -               | 3               | 1                   | 0                   | -                   | -                          | -                          | 37                         | 4        | 0        |          |
| 1.ª | 2019-20       | 32            | 1       | 4       | -       | -               | -               | 2               | 0                   | 0                   | 5                   | 0                          | 0                          | 39                         | 1        | 4        |          |
| 1.ª | 2020-21       | 36            | 1       | 1       | -       | -               | -               | 3               | 0                   | 0                   | -                   | -                          | -                          | 39                         | 1        | 1        |          |
| 1.ª | 2021-22       | 7             | 0       | 0       | -       | -               | -               | 2               | 0                   | 0                   | -                   | -                          | -                          | 9                          | 0        | 0        |          |
| Total club | Total club    | 143           | 6       | 5       | -       | -               | -               | 12              | 1                   | 0                   | 5                   | 0                          | 0                          | 159                        | 7        | 5        |          |
| U.C Sampdoria · Italia | 1.ª           | 2021-22       | 17      | 0       | 0       | -               | -               | -               | 1                   | 0                   | 0                   | -                          | -                          | -                          | 18       | 0        | 0        |
| U.C Sampdoria · Italia | 1.ª           | 2022-23       | 34      | 0       | 2       | -               | -               | -               | 3                   | 0                   | 0                   | -                          | -                          | -                          | 37       | 0        | 2        |
| U.C Sampdoria · Italia | Total club    | Total club    | 51      | 0       | 2       | -               | -               | -               | 4                   | 0                   | 0                   | -                          | -                          | -                          | 55       | 0        | 2        |
| Santos F.C Brasil | 1.ª           | 2023          | 16      | 2       | 1       | 0               | 0               | 0               | 0                   | 0                   | 0                   | 0                          | 0                          | 0                          | 16       | 2        | 1        |
| Santos F.C Brasil | 2.ª           | 2024          | 14      | 0       | 0       | 14              | 0               | 0               | 0                   | 0                   | 0                   | -                          | -                          | -                          | 28       | 0        | 0        |
| Santos F.C Brasil | 1.ª           | 2025          | 5       | 0       | 0       | 12              | 0               | 0               | 2                   | 0                   | 0                   | -                          | -                          | -                          | 19       | 0        | 0        |
| Santos F.C Brasil | Total Club    | Total Club    | 35      | 2       | 1       | 26              | 0               | 0               | 2                   | 0                   | 0                   | 0                          | 0                          | 0                          | 63       | 2        | 1        |
| Total carrera | Total carrera | Total carrera | 450     | 12      | 19      | 26              | 0               | 0               | 34                  | 3                   | 1                   | 19                         | 0                          | 0                          | 528      | 18       | 22       |
| (1) Incluye datos del Play-offs de ascenso y descenso de la 1. Bundesliga (2013-14) (2) Incluye datos de Copa Venezuela, Copa de Alemania, Copa Italia. (3) Incluye datos de Copa Sudamericana (2007), Copa de la UEFA (2008-09), Liga Europa de la UEFA (2009-10) y (2019-20), Liga de Campeones de la UEFA (2016-17). (4) No incluye datos de partidos amistosos. |               |               |         |         |         |                 |                 |                 |                     |                     |                     |                            |                            |                            |          |          |          |

#### Resumen estadístico
- En negrita y cursiva los campeonatos que disputa en la temporada actual.

| Torneo                        | Partidos | Goles | Asist. |
| ----------------------------- | -------- | ----- | ------ |
| Serie A                       | 221      | 9     | 15     |
| Bundesliga                    | 108      | 0     | 1      |
| Primera División de Venezuela | 52       | 4     | 0      |
| Copa Italia                   | 18       | 1     | 0      |
| Copa de Alemania              | 7        | 0     | 0      |
| Copa Venezuela                | 2        | 2     | 0      |
| Liga de Campeones de la UEFA  | 3        | 0     | 0      |
| Liga Europa de la UEFA        | 21       | 0     | 0      |
| Copa Sudamericana             | 3        | 0     | 0      |
| Total                         | 434      | 15    | 16     |

### Selección nacional

#### Campeonato Sudamericano Sub-20
| Sudamericano Sub-20 | Sede     | Resultado    | Partidos | Goles |
| ------------------- | -------- | ------------ | -------- | ----- |
| Sudamericano 2007   | Paraguay | Primera fase | 4        | 0     |

#### Eliminatorias mundialistas
Actualizado al último partido jugado el 15 de octubre de 2023.
| Eliminatorias     | Resultado      | Posición     | PJ | Goles | Asistencias |
| ----------------- | -------------- | ------------ | -- | ----- | ----------- |
| Eliminatoria 2010 | No Clasificado | 8°           | 11 | 0     | 2           |
| Eliminatoria 2014 | No Clasificado | 6.º          | 9  | 0     | 0           |
| Eliminatoria 2018 | No Clasificado | 10.º         | 17 | 0     | 1           |
| Eliminatoria 2022 | No Clasificado | 10.º         | 15 | 0     | 0           |
| Eliminatoria 2026 | Disputándose   | Disputándose | 10 | 0     | 0           |

#### Copa América
| Copa América            | Sede           | Resultado        | Partidos | Goles |
| ----------------------- | -------------- | ---------------- | -------- | ----- |
| Copa América 2011       | Argentina      | Cuarto lugar     | 5        | 0     |
| Copa América 2015       | Chile          | Primera fase     | 3        | 0     |
| Copa América Centenario | Estados Unidos | Cuartos de final | 4        | 0     |
| Copa América 2019       | Brasil         | Cuartos de final | 4        | 0     |
| Copa América 2024       | Estados Unidos | Cuartos de final | 3        | 0     |

#### Partidos amistosos
| Partidos amistosos | PJ | Goles |
| ------------------ | -- | ----- |
|                    | 43 | 1     |
| No FIFA            | 1  | 0     |
| Total              | 42 | 1     |

#### Resumen estadístico
| Selección             | PJ  | Goles |
| --------------------- | --- | ----- |
| Sub-20 de Venezuela   | 4   | 0     |
| Absoluta de Venezuela | 141 | 1     |
| Total                 | 145 | 1     |

#### Detalle de partidos
| Partidos internacionales con la selección de Venezuela | Partidos internacionales con la selección de Venezuela | Partidos internacionales con la selección de Venezuela      | Partidos internacionales con la selección de Venezuela | Partidos internacionales con la selección de Venezuela | Partidos internacionales con la selección de Venezuela | Partidos internacionales con la selección de Venezuela | Partidos internacionales con la selección de Venezuela | Partidos internacionales con la selección de Venezuela | Partidos internacionales con la selección de Venezuela | Partidos internacionales con la selección de Venezuela |
| N°                                                     | Fecha                                                  | Estadio                                                     | Rival                                                  | Resultado                                              | Competición                                            | Goles                                                  | Asistencia                                             | Amonestado                                             | Expulsado                                              | Nota                                                   |
| Selección sub-20                                       | Selección sub-20                                       | Selección sub-20                                            | Selección sub-20                                       | Selección sub-20                                       | Selección sub-20                                       | Selección sub-20                                       | Selección sub-20                                       | Selección sub-20                                       | Selección sub-20                                       | Selección sub-20                                       |
| ------------------------------------------------------ | ------------------------------------------------------ | ----------------------------------------------------------- | ------------------------------------------------------ | ------------------------------------------------------ | ------------------------------------------------------ | ------------------------------------------------------ | ------------------------------------------------------ | ------------------------------------------------------ | ------------------------------------------------------ | ------------------------------------------------------ |
| 1                                                      | 08/01/2007                                             | Antonio Aranda, Ciudad del Este, Paraguay                   | Uruguay                                                | 0:1                                                    | Sudamericano Sub-20 2007                               | 0                                                      | 0                                                      | 1                                                      | 0                                                      | 22'                                                    |
| 2                                                      | 12/01/2007                                             | Antonio Aranda, Ciudad del Este, Paraguay                   | Ecuador                                                | 1:3                                                    | Sudamericano Sub-20 2007                               | 0                                                      | 0                                                      | 0                                                      | 0                                                      |                                                        |
| 3                                                      | 14/01/2007                                             | Antonio Aranda, Ciudad del Este, Paraguay                   | Argentina                                              | 6:0                                                    | Sudamericano Sub-20 2007                               | 0                                                      | 0                                                      | 0                                                      | 0                                                      |                                                        |
| 4                                                      | 16/01/2007                                             | Antonio Aranda, Ciudad del Este, Paraguay                   | Colombia                                               | 2:1                                                    | Sudamericano Sub-20 2007                               | 0                                                      | 0                                                      | 0                                                      | 0                                                      |                                                        |
| Selección absoluta                                     |                                                        |                                                             |                                                        |                                                        |                                                        |                                                        |                                                        |                                                        |                                                        |                                                        |
| 1                                                      | 06/02/2008                                             | Monumental, Maturín, Venezuela                              | Haití                                                  | 1:0                                                    | Amistoso                                               | 0                                                      | 0                                                      | 0                                                      | 0                                                      | 83'                                                    |
| 2                                                      | 03/02/2008                                             | Olímpico José Antonio Anzoátegui, Puerto La Cruz, Venezuela | Haití                                                  | 1:1                                                    | Amistoso                                               | 0                                                      | 0                                                      | 0                                                      | 0                                                      |                                                        |
| 3                                                      | 23/03/2008                                             | C.T.E. Cachamay, Puerto Ordaz, Venezuela                    | El Salvador                                            | 1:0                                                    | Amistoso                                               | 0                                                      | 0                                                      | 0                                                      | 0                                                      |                                                        |
| 4                                                      | 26/03/2008                                             | Olímpico José Antonio Anzoátegui, Puerto La Cruz, Venezuela | Bolivia                                                | 0:1                                                    | Amistoso                                               | 0                                                      | 0                                                      | 0                                                      | 0                                                      |                                                        |
| 5                                                      | 30/04/2008                                             | Alfonso López, Bucaramanga, Colombia                        | Colombia                                               | 5:2                                                    | Amistoso                                               | 0                                                      | 0                                                      | 0                                                      | 0                                                      | 77'                                                    |
| 6                                                      | 30/05/2008                                             | Lockhart, Fort Lauderdale, Estados Unidos                   | Honduras                                               | 1:1                                                    | Amistoso                                               | 0                                                      | 0                                                      | 0                                                      | 0                                                      | 88'                                                    |
| 7                                                      | 06/06/2008                                             | Gillette, Foxborough, Estados Unidos                        | Brasil                                                 | 0:2                                                    | Amistoso                                               | 0                                                      | 0                                                      | 0                                                      | 0                                                      | 88'                                                    |
| 8                                                      | 14/06/2008                                             | Centenario, Montevideo, Uruguay                             | Uruguay                                                | 1:1                                                    | Clasificatorias Mundial 2010                           | 0                                                      | 0                                                      | 0                                                      | 0                                                      |                                                        |
| 9                                                      | 19/06/2008                                             | Olímpico José Antonio Anzoátegui, Puerto La Cruz, Venezuela | Chile                                                  | 2:3                                                    | Clasificatorias Mundial 2010                           | 0                                                      | 0                                                      | 0                                                      | 0                                                      | 59'                                                    |
| 10                                                     | 06/09/2008                                             | Monumental, Lima, Perú                                      | Perú                                                   | 1:0                                                    | Clasificatorias Mundial 2010                           | 0                                                      | 0                                                      | 1                                                      | 0                                                      | 37'                                                    |
| 11                                                     | 09/09/2008                                             | Defensores del Chaco, Asunción, Paraguay                    | Paraguay                                               | 2:0                                                    | Clasificatorias Mundial 2010                           | 0                                                      | 0                                                      | 1                                                      | 0                                                      | 57'                                                    |
| 12                                                     | 15/10/2008                                             | Olímpico José Antonio Anzoátegui, Puerto La Cruz, Venezuela | Ecuador                                                | 3:1                                                    | Clasificatorias Mundial 2010                           | 0                                                      | 1                                                      | 0                                                      | 0                                                      | 48'                                                    |
| 13                                                     | 19/11/2008                                             | Agustín Tovar, Barinas, Venezuela                           | Angola                                                 | 0:0                                                    | Amistoso                                               | 0                                                      | 0                                                      | 0                                                      | 0                                                      |                                                        |
| 14                                                     | 11/02/2009                                             | Monumental, Maturín, Venezuela                              | Guatemala                                              | 2:1                                                    | Amistoso                                               | 0                                                      | 0                                                      | 0                                                      | 0                                                      |                                                        |
| 15                                                     | 28/03/2009                                             | Antonio Vespucio Liberti, Buenos Aires, Argentina           | Argentina                                              | 4:0                                                    | Clasificatorias Mundial 2010                           | 0                                                      | 0                                                      | 1                                                      | 0                                                      | 62'                                                    |
| 16                                                     | 31/03/2009                                             | C.T.E. Cachamay, Puerto Ordaz, Venezuela                    | Colombia                                               | 2:0                                                    | Clasificatorias Mundial 2010                           | 0                                                      | 1                                                      | 0                                                      | 0                                                      | 76'                                                    |
| 17                                                     | 10/06/2009                                             | C.T.E. Cachamay, Puerto Ordaz, Venezuela                    | Uruguay                                                | 2:2                                                    | Clasificatorias Mundial 2010                           | 0                                                      | 1                                                      | 0                                                      | 0                                                      | 9'                                                     |
| 18                                                     | 24/06/2009                                             | Georgia Dome, Atlanta, Estados Unidos                       | México                                                 | 4:0                                                    | Amistoso                                               | 0                                                      | 0                                                      | 1                                                      | 0                                                      | 35'                                                    |
| 19                                                     | 27/06/2009                                             | Ricardo Saprissa Aymá, San Juan de Tibás, Costa Rica        | Costa Rica                                             | 1:0                                                    | Amistoso                                               | 0                                                      | 0                                                      | 0                                                      | 0                                                      |                                                        |
| 20                                                     | 12/08/2009                                             | Giants, East Rutherford, Estados Unidos                     | Colombia                                               | 1:2                                                    | Amistoso                                               | 0                                                      | 0                                                      | 1                                                      | 0                                                      | ?'                                                     |
| 21                                                     | 05/09/2009                                             | Monumental, Macul, Chile                                    | Chile                                                  | 2:2                                                    | Clasificatorias Mundial 2010                           | 0                                                      | 0                                                      | 1                                                      | 0                                                      | 78'                                                    |
| 22                                                     | 10/10/2009                                             | Polideportivo de Pueblo Nuevo, San Cristóbal, Venezuela     | Paraguay                                               | 1:2                                                    | Clasificatorias Mundial 2010                           | 0                                                      | 0                                                      | 0                                                      | 0                                                      |                                                        |
| 23                                                     | 14/10/2009                                             | Universitário Pedro Pedrossian, Campo Grande, Brasil        | Brasil                                                 | 0:0                                                    | Clasificatorias Mundial 2010                           | 0                                                      | 0                                                      | 0                                                      | 0                                                      | 68'                                                    |
| 24                                                     | 03/03/2010                                             | Metropolitano de Fútbol de Lara, Cabudare, Venezuela        | Panamá                                                 | 1:2                                                    | Amistoso                                               | 0                                                      | 0                                                      | 1                                                      | 0                                                      | 57'                                                    |
| 25                                                     | 29/05/2010                                             | Metropolitano de Mérida, Mérida, Venezuela                  | Canadá                                                 | 1:1                                                    | Amistoso                                               | 0                                                      | 0                                                      | 0                                                      | 0                                                      | 81'                                                    |
| 26                                                     | 11/08/2010                                             | Rommel Fernández, Panamá, Panamá                            | Panamá                                                 | 3:1                                                    | Amistoso                                               | 0                                                      | 0                                                      | 0                                                      | 0                                                      | 72'                                                    |
| 27                                                     | 03/09/2010                                             | Olímpico José Antonio Anzoátegui, Puerto La Cruz, Venezuela | Colombia                                               | 0:2                                                    | Amistoso                                               | 0                                                      | 0                                                      | 0                                                      | 0                                                      |                                                        |
| 28                                                     | 07/09/2010                                             | Metropolitano de Fútbol de Lara, Cabudare, Venezuela        | Ecuador                                                | 1:0                                                    | Amistoso                                               | 0                                                      | 0                                                      | 1                                                      | 0                                                      | 71'                                                    |
| 29                                                     | 07/10/2010                                             | Ramón Tahuichi Aguilera, Santa Cruz de la Sierra, Bolivia   | Ecuador                                                | 1:3                                                    | Amistoso                                               | 0                                                      | 0                                                      | 0                                                      | 0                                                      |                                                        |
| 30                                                     | 09/02/2011                                             | Olímpico José Antonio Anzoátegui, Puerto La Cruz, Venezuela | Costa Rica                                             | 2:2                                                    | Amistoso                                               | 0                                                      | 0                                                      | 1                                                      | 0                                                      | 61'                                                    |
| 31                                                     | 25/03/2011                                             | Montego Bay Sports Complex, Montego Bay, Jamaica            | Jamaica                                                | 0:2                                                    | Amistoso                                               | 0                                                      | 0                                                      | 1                                                      | 0                                                      | 90'                                                    |
| 32                                                     | 29/03/2011                                             | Qualcomm, San Diego, Estados Unidos                         | México                                                 | 1:1                                                    | Amistoso                                               | 0                                                      | 1                                                      | 1                                                      | 0                                                      | 10' ; 73'                                              |
| 33                                                     | 01/06/2011                                             | Doroteo Guamuch Flores, Ciudad de Guatemala, Guatemala      | Guatemala                                              | 0:2                                                    | Amistoso                                               | 0                                                      | 0                                                      | 0                                                      | 0                                                      | 92'                                                    |
| 34                                                     | 07/06/2011                                             | Olímpico José Antonio Anzoátegui, Puerto La Cruz, Venezuela | España                                                 | 0:3                                                    | Amistoso                                               | 0                                                      | 0                                                      | 0                                                      | 0                                                      |                                                        |
| 35                                                     | 03/07/2011                                             | Ciudad de La Plata, La Plata, Argentina                     | Brasil                                                 | 0:0                                                    | Copa América 2011                                      | 0                                                      | 0                                                      | 0                                                      | 0                                                      |                                                        |
| 36                                                     | 09/07/2011                                             | Padre Ernesto Martearena, Salta, Argentina                  | Ecuador                                                | 1:0                                                    | Copa América 2011                                      | 0                                                      | 0                                                      | 0                                                      | 0                                                      |                                                        |
| 37                                                     | 13/07/2011                                             | Padre Ernesto Martearena, Salta, Argentina                  | Paraguay                                               | 3:3                                                    | Copa América 2011                                      | 0                                                      | 1                                                      | 0                                                      | 0                                                      | 5'                                                     |
| 38                                                     | 17/07/2011                                             | San Juan del Bicentenario, San Juan, Argentina              | Chile                                                  | 1:2                                                    | Copa América 2011                                      | 0                                                      | 0                                                      | 0                                                      | 1                                                      | 90+4'                                                  |
| 39                                                     | 23/07/2011                                             | Ciudad de La Plata, La Plata, Argentina                     | Perú                                                   | 4:1                                                    | Copa América 2011                                      | 0                                                      | 0                                                      | 0                                                      | 1                                                      | 59'                                                    |
| 40                                                     | 02/09/2011                                             | Salt Lake, Calcuta, India                                   | Argentina                                              | 0:1                                                    | Amistoso                                               | 0                                                      | 0                                                      | 0                                                      | 0                                                      |                                                        |
| 41                                                     | 11/10/2011                                             | Olímpico José Antonio Anzoátegui, Puerto La Cruz, Venezuela | Argentina                                              | 1:0                                                    | Clasificatorias Mundial 2014                           | 0                                                      | 0                                                      | 0                                                      | 0                                                      |                                                        |
| 42                                                     | 11/11/2011                                             | Metropolitano Roberto Meléndez, Barranquilla, Colombia      | Colombia                                               | 1:1                                                    | Clasificatorias Mundial 2014                           | 0                                                      | 0                                                      | 1                                                      | 0                                                      | 40' ; 64'                                              |
| 43                                                     | 15/11/2011                                             | Polideportivo de Pueblo Nuevo, San Cristóbal, Venezuela     | Bolivia                                                | 1:0                                                    | Clasificatorias Mundial 2014                           | 0                                                      | 0                                                      | 0                                                      | 0                                                      |                                                        |
| 44                                                     | 29/02/2012                                             | La Rosaleda, Málaga, España                                 | España                                                 | 5:0                                                    | Amistoso                                               | 0                                                      | 0                                                      | 0                                                      | 0                                                      |                                                        |
| 45                                                     | 24/05/2012                                             | C.T.E. Cachamay, Puerto Ordaz, Venezuela                    | Moldavia                                               | 4:0                                                    | Amistoso                                               | 0                                                      | 0                                                      | 0                                                      | 0                                                      | 46'                                                    |
| 46                                                     | 02/06/2012                                             | Centenario, Montevideo, Uruguay                             | Uruguay                                                | 1:1                                                    | Clasificatorias Mundial 2014                           | 0                                                      | 0                                                      | 1                                                      | 0                                                      | 17'                                                    |
| 47                                                     | 14/11/2012                                             | Marlins Park, Miami, Estados Unidos                         | Nigeria                                                | 1:3                                                    | Amistoso                                               | 0                                                      | 0                                                      | 0                                                      | 0                                                      | 62'                                                    |
| 48                                                     | 22/03/2013                                             | Antonio Vespucio Liberti, Buenos Aires, Argentina           | Argentina                                              | 3:0                                                    | Clasificatorias Mundial 2014                           | 0                                                      | 0                                                      | 1                                                      | 0                                                      | 37'                                                    |
| 49                                                     | 26/03/2013                                             | Polideportivo de Pueblo Nuevo, San Cristóbal, Venezuela     | Colombia                                               | 1:0                                                    | Clasificatorias Mundial 2014                           | 0                                                      | 0                                                      | 0                                                      | 0                                                      |                                                        |
| 50                                                     | 22/05/2013                                             | Metropolitano de Mérida, Mérida, Venezuela                  | El Salvador                                            | 2:1                                                    | Amistoso                                               | 0                                                      | 0                                                      | 1                                                      | 0                                                      | 41' ; 79'                                              |
| 51                                                     | 07/06/2013                                             | Hernando Siles, La Paz, Bolivia                             | Bolivia                                                | 1:1                                                    | Clasificatorias Mundial 2014                           | 0                                                      | 0                                                      | 0                                                      | 0                                                      |                                                        |
| 52                                                     | 11/06/2013                                             | C.T.E. Cachamay, Puerto Ordaz, Venezuela                    | Uruguay                                                | 0:1                                                    | Clasificatorias Mundial 2014                           | 0                                                      | 0                                                      | 2                                                      | 1                                                      | 62', 84'                                               |
| 53                                                     | 14/08/2013                                             | Polideportivo de Pueblo Nuevo, San Cristóbal, Venezuela     | Bolivia                                                | 2:2                                                    | Amistoso                                               | 0                                                      | 0                                                      | 0                                                      | 0                                                      | 46'                                                    |
| 54                                                     | 10/09/2013                                             | Olímpico José Antonio Anzoátegui, Puerto La Cruz, Venezuela | Perú                                                   | 3:2                                                    | Clasificatorias Mundial 2014                           | 0                                                      | 0                                                      | 0                                                      | 0                                                      |                                                        |
| 55                                                     | 05/09/2014                                             | Bucheon, Bucheon, Corea del Sur                             | Corea del Sur                                          | 3:1                                                    | Amistoso                                               | 0                                                      | 0                                                      | 0                                                      | 0                                                      |                                                        |
| 56                                                     | 09/09/2014                                             | Internacional de Yokohama, Yokohama, Japón                  | Japón                                                  | 2:2                                                    | Amistoso                                               | 0                                                      | 1                                                      | 0                                                      | 0                                                      | 71'                                                    |
| 57                                                     | 27/03/2015                                             | Montego Bay Sports Complex, Montego Bay, Jamaica            | Jamaica                                                | 2:1                                                    | Amistoso                                               | 0                                                      | 1                                                      | 0                                                      | 0                                                      | 13'                                                    |
| 58                                                     | 31/03/2015                                             | Lockhart, Fort Lauderdale, Estados Unidos                   | Perú                                                   | 0:1                                                    | Amistoso                                               | 0                                                      | 0                                                      | 0                                                      | 0                                                      |                                                        |
| 59                                                     | 14/06/2015                                             | El Teniente, Rancagua, Chile                                | Colombia                                               | 0:1                                                    | Copa América 2015                                      | 0                                                      | 0                                                      | 0                                                      | 0                                                      |                                                        |
| 60                                                     | 18/06/2015                                             | Elías Figueroa Brander, Valparaíso, Chile                   | Perú                                                   | 1:0                                                    | Copa América 2015                                      | 0                                                      | 0                                                      | 0                                                      | 0                                                      |                                                        |
| 61                                                     | 21/06/2015                                             | Monumental, Macul, Chile                                    | Brasil                                                 | 2:1                                                    | Copa América 2015                                      | 0                                                      | 0                                                      | 0                                                      | 0                                                      |                                                        |
| 62                                                     | 04/09/2015                                             | C.T.E. Cachamay, Puerto Ordaz, Venezuela                    | Honduras                                               | 0:3                                                    | Amistoso                                               | 0                                                      | 0                                                      | 0                                                      | 0                                                      | 78'                                                    |
| 63                                                     | 08/09/2015                                             | C.T.E. Cachamay, Puerto Ordaz, Venezuela                    | Panamá                                                 | 1:1                                                    | Amistoso                                               | 0                                                      | 0                                                      | 0                                                      | 0                                                      |                                                        |
| 64                                                     | 08/10/2015                                             | C.T.E. Cachamay, Puerto Ordaz, Venezuela                    | Paraguay                                               | 0:1                                                    | Clasificatorias Mundial 2018                           | 0                                                      | 0                                                      | 0                                                      | 0                                                      |                                                        |
| 65                                                     | 13/10/2015                                             | Aderaldo Plácido Castelo, Fortaleza, Brasil                 | Brasil                                                 | 3:1                                                    | Clasificatorias Mundial 2018                           | 0                                                      | 0                                                      | 0                                                      | 0                                                      |                                                        |
| 66                                                     | 12/11/2015                                             | Hernando Siles, La Paz, Bolivia                             | Bolivia                                                | 4:2                                                    | Clasificatorias Mundial 2018                           | 0                                                      | 1                                                      | 1                                                      | 0                                                      | 32'; 35'                                               |
| 67                                                     | 17/11/2015                                             | C.T.E. Cachamay, Puerto Ordaz, Venezuela                    | Ecuador                                                | 1:3                                                    | Clasificatorias Mundial 2018                           | 0                                                      | 0                                                      | 0                                                      | 0                                                      |                                                        |
| 68                                                     | 24/03/2016                                             | Estadio Nacional del Perú, Santa Beatriz, Perú              | Perú                                                   | 2:2                                                    | Clasificatorias Mundial 2018                           | 0                                                      | 0                                                      | 0                                                      | 0                                                      |                                                        |
| 69                                                     | 29/03/2016                                             | Agustín Tovar, Barinas, Venezuela                           | Chile                                                  | 1:4                                                    | Clasificatorias Mundial 2018                           | 0                                                      | 0                                                      | 0                                                      | 0                                                      |                                                        |
| 70                                                     | 27/05/2016                                             | Estadio Nacional de Costa Rica, San José, Costa Rica        | Costa Rica                                             | 2:1                                                    | Amistoso                                               | 0                                                      | 0                                                      | 0                                                      | 0                                                      |                                                        |
| 71                                                     | 01/06/2016                                             | Lockhart, Fort Lauderdale, Estados Unidos                   | Guatemala                                              | 1:1                                                    | Amistoso                                               | 0                                                      | 0                                                      | 0                                                      | 0                                                      |                                                        |
| 72                                                     | 05/06/2016                                             | Soldier Field, Chicago, Estados Unidos                      | Jamaica                                                | 0:1                                                    | Copa América Centenario                                | 0                                                      | 0                                                      | 0                                                      | 0                                                      |                                                        |
| 73                                                     | 09/06/2016                                             | Lincoln Financial Field, Filadelfia, Estados Unidos         | Uruguay                                                | 0:1                                                    | Copa América Centenario                                | 0                                                      | 0                                                      | 0                                                      | 0                                                      |                                                        |
| 74                                                     | 13/06/2016                                             | NRG, Houston, Estados Unidos                                | México                                                 | 1:1                                                    | Copa América Centenario                                | 0                                                      | 1                                                      | 0                                                      | 0                                                      | 10'                                                    |
| 75                                                     | 18/06/2016                                             | Gillette, Foxborough, Estados Unidos                        | Argentina                                              | 4:1                                                    | Copa América Centenario                                | 0                                                      | 0                                                      | 0                                                      | 0                                                      | 85'                                                    |
| 76                                                     | 01/09/2016                                             | Metropolitano Roberto Meléndez, Barranquilla, Colombia      | Colombia                                               | 2:0                                                    | Clasificatorias Mundial 2018                           | 0                                                      | 0                                                      | 0                                                      | 0                                                      |                                                        |
| 77                                                     | 06/09/2016                                             | Metropolitano de Mérida, Mérida, Venezuela                  | Argentina                                              | 2:2                                                    | Clasificatorias Mundial 2018                           | 0                                                      | 0                                                      | 0                                                      | 0                                                      |                                                        |
| 78                                                     | 06/10/2016                                             | Centenario, Montevideo, Uruguay                             | Uruguay                                                | 3:0                                                    | Clasificatorias Mundial 2018                           | 0                                                      | 0                                                      | 0                                                      | 0                                                      |                                                        |
| 79                                                     | 11/10/2016                                             | Metropolitano de Mérida, Mérida, Venezuela                  | Brasil                                                 | 0:2                                                    | Clasificatorias Mundial 2018                           | 0                                                      | 0                                                      | 0                                                      | 0                                                      |                                                        |
| 80                                                     | 10/11/2016                                             | Monumental de Maturín, Maturín, Venezuela                   | Bolivia                                                | 5:0                                                    | Clasificatorias Mundial 2018                           | 0                                                      | 0                                                      | 0                                                      | 0                                                      |                                                        |
| 81                                                     | 15/11/2016                                             | Olímpico Atahualpa, Quito, Ecuador                          | Ecuador                                                | 3:0                                                    | Clasificatorias Mundial 2018                           | 0                                                      | 0                                                      | 0                                                      | 0                                                      |                                                        |
| 82                                                     | 23/03/2017                                             | Monumental de Maturín, Maturín, Venezuela                   | Perú                                                   | 2:2                                                    | Clasificatorias Mundial 2018                           | 0                                                      | 0                                                      | 0                                                      | 0                                                      |                                                        |
| 83                                                     | 28/03/2017                                             | Monumental, Macul, Chile                                    | Chile                                                  | 3:1                                                    | Clasificatorias Mundial 2018                           | 0                                                      | 0                                                      | 0                                                      | 0                                                      | 84'                                                    |
| 84                                                     | 31/08/2017                                             | Polideportivo de Pueblo Nuevo, San Cristóbal, Venezuela     | Colombia                                               | 0:0                                                    | Clasificatorias Mundial 2018                           | 0                                                      | 0                                                      | 1                                                      | 0                                                      | 90+1'                                                  |
| 85                                                     | 05/10/2017                                             | Polideportivo de Pueblo Nuevo, San Cristóbal, Venezuela     | Uruguay                                                | 0:0                                                    | Clasificatorias Mundial 2018                           | 0                                                      | 0                                                      | 1                                                      | 0                                                      | 86'                                                    |
| 86                                                     | 10/10/2017                                             | Defensores del Chaco, Asunción, Paraguay                    | Paraguay                                               | 0:1                                                    | Clasificatorias Mundial 2018                           | 0                                                      | 0                                                      | 0                                                      | 0                                                      |                                                        |
| 87                                                     | 07/09/2018                                             | Hard Rock, Miami Gardens, Estados Unidos                    | Colombia                                               | 1:2                                                    | Amistoso                                               | 0                                                      | 0                                                      | 0                                                      | 0                                                      | 81'                                                    |
| 88                                                     | 11/09/2018                                             | Rommel Fernández, Juan Díaz, Panamá                         | Panamá                                                 | 0:2                                                    | Amistoso                                               | 0                                                      | 0                                                      | 0                                                      | 0                                                      |                                                        |
| 89                                                     | 12/10/2018                                             | Mendizorroza, Vitoria, España                               | País Vasco                                             | 4:2                                                    | Amistoso                                               | 0                                                      | 0                                                      | 0                                                      | 0                                                      | 57'                                                    |
| 90                                                     | 18/10/2018                                             | Olímpico Lluís Companys, Barcelona, España                  | Emiratos Árabes Unidos                                 | 0:2                                                    | Amistoso                                               | 0                                                      | 0                                                      | 0                                                      | 0                                                      |                                                        |
| 91                                                     | 16/11/2018                                             | Oita Bank Dome, Ōita, Japón                                 | Japón                                                  | 1:1                                                    | Amistoso                                               | 1                                                      | 0                                                      | 0                                                      | 0                                                      | 81' (pen.)                                             |
| 92                                                     | 20/11/2018                                             | Al-Ahli, Doha, Catar                                        | Irán                                                   | 1:1                                                    | Amistoso                                               | 0                                                      | 0                                                      | 0                                                      | 0                                                      |                                                        |
| 93                                                     | 22/03/2019                                             | Metropolitano, Madrid, España                               | Argentina                                              | 1:3                                                    | Amistoso                                               | 0                                                      | 0                                                      | 1                                                      | 0                                                      | 82'                                                    |
| Total                                                  | Total                                                  | Total                                                       | Total                                                  | Total                                                  | Total                                                  | 1                                                      | 9                                                      | 22                                                     | 3                                                      |                                                        |
| Nota: 1. 2.                                            |                                                        |                                                             |                                                        |                                                        |                                                        |                                                        |                                                        |                                                        |                                                        |                                                        |

## Palmarés

### Campeonatos nacionales
| Título      | Club                 | País   | Año  |
| ----------- | -------------------- | ------ | ---- |
| Copa Italia | Juventus de Turín    | Italia | 2017 |
| Serie A     | Juventus de Turín    | Italia | 2017 |
| Serie B     | Santos Futebol Clube | Brasil | 2024 |

### Distinciones individuales
| Distinción                                              | Año  |
| ------------------------------------------------------- | ---- |
| Mejor jugador Adidas de la Copa América                 | 2011 |
| Incluido en el once ideal de la Copa América por la AFP | 2011 |